# Zorzines contravalida
Zorzines contravalida là một loài bướm đêm trong họ Noctuidae.